# Oxyscelio kiefferi
Oxyscelio kiefferi är en stekelart som beskrevs av Alan Parkhurst Dodd 1931. Oxyscelio kiefferi ingår i släktet Oxyscelio och familjen Scelionidae. Inga underarter finns listade i Catalogue of Life.